# Benno Treidler

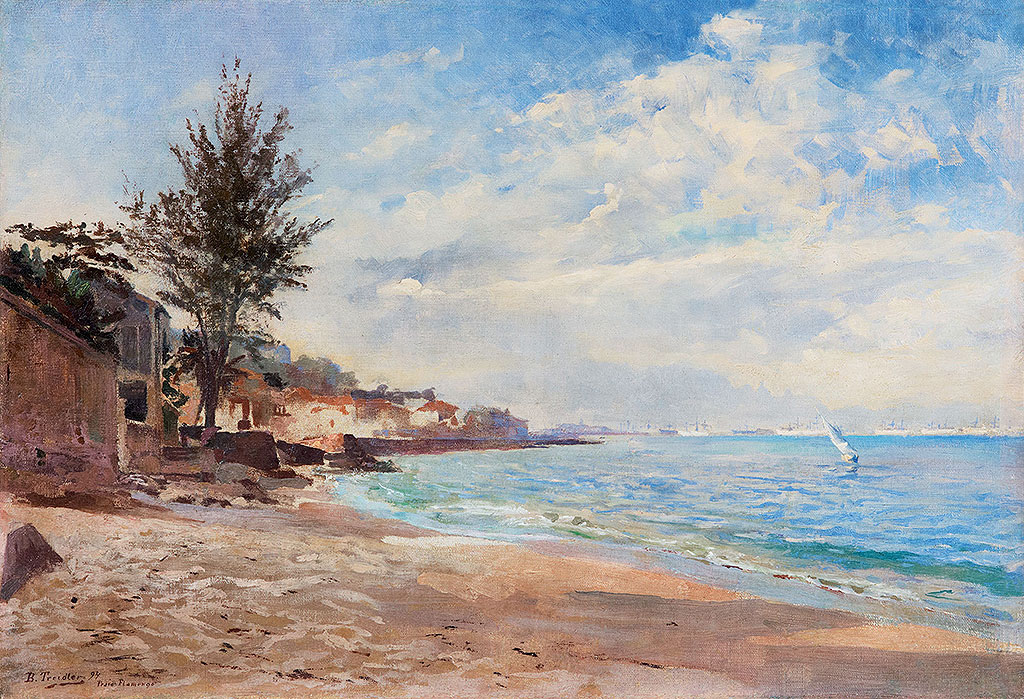
Praia do Flamengo 1894

Benno Treidler (* 11. September 1857 in Berlin; † 17. Juni 1931 in Rio de Janeiro) war ein deutscher Maler, Zeichner, Aquarellist, Dekorateur, Bühnenbildner und Pädagoge. Seit 1885 war er in Brasilien tätig. 

## Leben
Treidler studierte von 1875 bis 1880 an der Preußischen Akademie der Künste in Berlin Landschaftsmalerei, bei Christian Wilberg und bei Ferdinand Lechner. 
Treidler kam 1885 nach Rio de Janeiro und begann als Lehrer Malerei zu unterrichten. Zu seinen Schülern gehörte u. a. Joaquim José da França Júnior. Treidler wurde 1891 als Bürger von in Rio de Janeiro anerkannt und beschäftigte sich seitdem hauptsächlich mit der Freskomalerei.
Im Jahre 1891 schuf er Gemälde in der Bank von Brasilien, im Gaffrée Gebäude und in der Fabrica de São Paulo. Im Jahre 1894 bemalte er die Decke des Ehrenhalle des Hauptquartiers des Jockey Club von Brasilien. Im gleichen Jahr erhielt er die Goldmedaille dritter Klasse.
Von 1919 bis 1930 war er Mitglied des Obersten Rates der Schönen Künste. 
Im Jahre 1982 wurde eine Sammlung seiner Werke im Museum der Schönen Künste in Rio de Janeiro im Rahmen des Ausstellung 150 Jahre Marinemalerei in der Kunst von Brasilien gezeigt.